# Transarmonica
Transarmonica è un album del Roberto Cacciapaglia Ensemble pubblicato nel 2015 dall'etichetta discografica Mirumir.

## Descrizione
Transarmonica nasce come opera di Roberto Cacciapaglia commissionata dal Festival Aterforum di Ferrara dove fu rappresentata in prima assoluta il 9 luglio 1988.
Le liriche sono basate sul poema De rerum natura di Tito Lucrezio Caro. L'opera, divisa in cinque movimenti, è una composizione per un'orchestra da camera, con tre tastiere, soprano e controtenore. Il progetto scenico e immagini fu curato da Roberto Masotti.
Nel 1992 Transarmonica ha aperto il Festival di Villa Arconati a Castellazzo di Bollate, nella serata inaugurale interamente dedicata alle opere di Roberto Cacciapaglia.
Nel 2015 l'opera è stata pubblicata su CD ed LP dall'etichetta russa Mirumir che ha recuperato una registrazione live in studio, registrata al Glance Studio di Milano il 28 giugno 1988.

## Tracce
Testi di Tito Lucrezio Caro, musiche di Roberto Cacciapaglia.
1. Primo movimento "Naufragium" – 4:35
2. Secondo movimento "Laus Epicuri" – 8:38
3. Terzo movimento "Philosophia" – 7:01
4. Quarto movimento "Atomus" – 8:54
5. Quinto movimento "Amor" – 6:26

Durata totale: 35:34

## Formazione
- Emanuela Barazia: soprano
- Giuseppe Zambon: controtenore
- Marilena Runza: violino
- Maria Gabriella Marchi: viola
- Giuseppina Runza: violoncello
- Valentino Marrè: percussioni
- Roberto Cacciapaglia: tastiere
- Claudio Gevi: tastiere
- Roberto Ricci: tastiere
- Marino Formenti: pianoforte